# Championnat d'Angleterre de football de deuxième division 2006-2007
Navigation
Édition précédente Édition suivante
La saison 2006-2007 de FL Championship est la 104e édition de la deuxième division anglaise. La saison commence le 5 août 2006 et s'achève le 28 mai 2007. Le championnat oppose en matches aller-retour, vingt-quatre clubs professionnels, dont trois promus de League One et trois relégués de Premier League.
À la fin de la saison, les deux premiers sont promus en Premier League et les quatre suivants s'affrontent en barrages de promotion. Les trois derniers sont quant à eux relégués en League One.
Sunderland AFC remporte le championnat et obtient sa promotion en Premier League en compagnie de son dauphin Birmingham City. Les deux sont suivis par Derby County qui remporte la barrages.
Bristol City, Luton Town et Leeds United sont quant à eux relégués en League One à l'issue de la saison.

## Clubs participants
| \| Barnsley Birmingham Burnley Cardiff Colchester Coventry Crystal Palace Derby County Hull Ipswich Leeds Leicester Luton Norwich Plymouth Preston QPR Sheffield Wed Southampton Southend Stoke Sunderland West Brom Wolverhampton \| Localisation des clubs |
| Barnsley Birmingham Burnley Cardiff Colchester Coventry Crystal Palace Derby County Hull Ipswich Leeds Leicester Luton Norwich Plymouth Preston QPR Sheffield Wed Southampton Southend Stoke Sunderland West Brom Wolverhampton                              |

Légende des couleurs
- Relégué de première division
- Promu de troisième division

| Club                    | D2 depuis | Classement 2005-2006 | Entraîneur       | Stade                        | Capacité |
| ----------------------- | --------- | -------------------- | ---------------- | ---------------------------- | -------- |
| Birmingham City         | 2006      | 18e (PL)             | Steve Bruce      | St Andrew's                  | 30 000   |
| West Bromwich Albion    | 2006      | 19e (PL)             | Tony Mowbray     | The Hawthorns                | 26 500   |
| Sunderland              | 2006      | 20e (PL)             | Roy Keane        | Stadium of Light             | 49 000   |
| Preston North End       | 2000      | 4e                   | Paul Simpson     | Deepdale                     | 22 200   |
| Leeds United            | 2004      | 5e                   | Dennis Wise      | Elland Road                  | 39 500   |
| Crystal Palace          | 2005      | 6e                   | Peter Taylor     | Selhurst Park                | 26 300   |
| Wolverhampton Wanderers | 2004      | 7e                   | Mick McCarthy    | Molineux Stadium             | 28 500   |
| Coventry City           | 2001      | 8e                   | Iain Dowie       | Ricoh Arena                  | 32 600   |
| Norwich City            | 2005      | 9e                   | Peter Grant      | Carrow Road                  | 26 200   |
| Luton Town              | 2005      | 10e                  | Kevin Blackwell  | Kenilworth Road Stadium      | 10 200   |
| Cardiff City            | 2003      | 11e                  | Dave Jones       | Ninian Park                  | 21 500   |
| Southampton             | 2005      | 12e                  | George Burley    | St Mary's Stadium            | 32 700   |
| Stoke City              | 2002      | 13e                  | Tony Pulis       | Britannia Stadium            | 28 400   |
| Plymouth Argyle         | 2004      | 14e                  | Ian Holloway     | Home Park                    | 19 500   |
| Ipswich Town            | 2002      | 15e                  | Jim Magilton     | Portman Road                 | 30 300   |
| Leicester City          | 2004      | 16e                  | Rob Kelly        | Walkers Stadium              | 32 500   |
| Burnley FC              | 2000      | 17e                  | Steve Cotterill  | Turf Moor                    | 22 600   |
| Hull City               | 2005      | 18e                  | Phil Brown       | KC Stadium                   | 25 400   |
| Sheffield Wednesday     | 2005      | 19e                  | Brian Laws       | Hillsborough                 | 39 800   |
| Derby County            | 2002      | 20e                  | Billy Davies     | Pride Park Stadium           | 33 600   |
| Queens Park Rangers     | 2004      | 21e                  | John Gregory     | Loftus Road                  | 19 100   |
| Southend United         | 2006      | 1er (LO)             | Steve Tilson     | Roots Hall                   | 12 400   |
| Colchester United       | 2006      | 2e (LO)              | Geraint Williams | Colchester Community Stadium | 10 100   |
| Barnsley FC             | 2006      | 3e (LO)              | Simon Davey      | Oakwell Stadium              | 23 000   |

## Compétition

### Classement
Le classement est établi sur le barème de points classique (victoire à 3 points, match nul à 1, défaite à 0).
Pour départager les égalités, on tient d'abord compte de la différence de buts générale, puis du nombre de buts marqués, puis des confrontations directes et enfin si la qualification ou la relégation est en jeu, les deux équipes jouent une rencontre d'appui sur terrain neutre.
| Rang | Équipe                  | Pts   | J  | G  | N  | P  | Bp | Bc | Diff |
| ---- | ----------------------- | ----- | -- | -- | -- | -- | -- | -- | ---- |
| 1    | Sunderland AFC R        | 88    | 46 | 27 | 7  | 12 | 76 | 47 | +29  |
| 2    | Birmingham City R       | 86    | 46 | 26 | 8  | 12 | 67 | 42 | +25  |
| 3    | Derby County            | 84    | 46 | 25 | 9  | 12 | 62 | 46 | +16  |
| 4    | West Bromwich Albion R  | 76    | 46 | 22 | 10 | 14 | 81 | 55 | +26  |
| 5    | Wolverhampton Wanderers | 76    | 46 | 22 | 10 | 14 | 59 | 56 | +3   |
| 6    | Southampton FC          | 75    | 46 | 21 | 12 | 13 | 77 | 53 | +24  |
| 7    | Preston North End       | 74    | 46 | 22 | 8  | 16 | 64 | 53 | +11  |
| 8    | Stoke City              | 73    | 46 | 19 | 16 | 11 | 62 | 42 | +20  |
| 9    | Sheffield Wednesday     | 71    | 46 | 20 | 11 | 15 | 70 | 66 | +4   |
| 10   | Colchester United P     | 69    | 46 | 20 | 9  | 17 | 70 | 56 | +14  |
| 11   | Plymouth Argyle         | 67    | 46 | 17 | 16 | 13 | 63 | 62 | +1   |
| 12   | Crystal Palace          | 65    | 46 | 18 | 11 | 17 | 59 | 51 | +8   |
| 13   | Cardiff City            | 64    | 46 | 17 | 13 | 16 | 57 | 53 | +4   |
| 14   | Ipswich Town            | 62    | 46 | 18 | 8  | 20 | 64 | 59 | +5   |
| 15   | Burnley FC              | 57    | 46 | 15 | 12 | 19 | 52 | 49 | +3   |
| 16   | Norwich City            | 57    | 46 | 16 | 9  | 21 | 56 | 71 | -15  |
| 17   | Coventry City           | 56    | 46 | 16 | 8  | 22 | 47 | 62 | -15  |
| 18   | Queens Park Rangers     | 53    | 46 | 14 | 11 | 21 | 54 | 68 | -14  |
| 19   | Leicester City          | 53    | 46 | 13 | 14 | 19 | 49 | 64 | -15  |
| 20   | Barnsley FC P           | 50    | 46 | 15 | 5  | 26 | 53 | 85 | -32  |
| 21   | Hull City               | 49    | 46 | 13 | 10 | 23 | 51 | 67 | -16  |
| 22   | Southend United P       | 42    | 46 | 10 | 12 | 24 | 47 | 80 | -33  |
| 23   | Luton Town              | 40    | 46 | 10 | 10 | 26 | 53 | 81 | -28  |
| 24   | Leeds United            | 36-10 | 46 | 13 | 7  | 26 | 46 | 72 | -26  |

| Légende | Légende                                                       |
| ------- | ------------------------------------------------------------- |
|         | Promu en Premier League                                       |
|         | Qualification pour les barrages d'accession en Premier League |
|         | Relégation en League One                                      |
|         | R : Relégué de Premier League P : Promu de League One         |

1. ↑  Leeds United se voit sanctionné d'un retrait de dix points à la suite de soucis financiers.

### Barrages de promotion
|  | Demi-finale  | Demi-finale             | Demi-finale          | Demi-finale          |              |              | Finale          | Finale          | Finale          | Finale          |
|  |              |                         |                      |                      |              |              |                 |                 |                 |                 |
|  | 12 et 15 mai | 12 et 15 mai            | 12 et 15 mai         | 12 et 15 mai         |              |              | 28 mai, Wembley | 28 mai, Wembley | 28 mai, Wembley | 28 mai, Wembley |
|  | 6            | Southampton FC          | 1                    | 3 (3)                |              |              | 28 mai, Wembley | 28 mai, Wembley | 28 mai, Wembley | 28 mai, Wembley |
|  | 6            | Southampton FC          | 1                    | 3 (3)                |              |              | 28 mai, Wembley | 28 mai, Wembley | 28 mai, Wembley | 28 mai, Wembley |
|  | 3            | Derby County            | 2                    | 1 (4)                |              |              | 28 mai, Wembley | 28 mai, Wembley | 28 mai, Wembley | 28 mai, Wembley |
|  | 3            | Derby County            | 2                    | 1 (4)                | Derby County | Derby County | 1               | 1               |                 |                 |
|  | 13 et 16 mai |                         |                      |                      | Derby County | Derby County | 1               | 1               |                 |                 |
|  |              |                         | West Bromwich Albion | West Bromwich Albion | 0            | 0            |                 |                 |                 |                 |
|  | 5            | Wolverhampton Wanderers | West Bromwich Albion | West Bromwich Albion | 0            | 0            | 2               | 0               |                 |                 |
|  | 5            | Wolverhampton Wanderers |                      |                      |              |              |                 | 0               |                 |                 |
|  | 4            | West Bromwich Albion    | 3                    | 1                    |              |              |                 |                 |                 |                 |
|  | 4            | West Bromwich Albion    | 3                    | 1                    |              |              |                 |                 |                 |                 |

## Statistiques
| Position | Nom             | Club                 | Buts |
| -------- | --------------- | -------------------- | ---- |
| 1        | Jamie Cureton   | Colchester United    | 23   |
| 2        | Michael Chopra  | Cardiff City         | 22   |
| 3        | Diomansy Kamara | West Bromwich Albion | 21   |
| 4        | Robert Earnshaw | Norwich City         | 19   |
| 4        | Kevin Phillips  | West Bromwich Albion | 19   |
| 4        | Grzegorz Rasiak | Southampton FC       | 19   |
| 7        | Steve Howard    | Derby County         | 18   |
| 7        | Chris Iwelumo   | Colchester United    | 18   |
| 9        | Alan Lee        | Ipswich Town         | 16   |
| 10       | David Nugent    | Preston North End    | 15   |

| Position | Nom             | Club                    | Passes |
| -------- | --------------- | ----------------------- | ------ |
| 1        | Gary McSheffrey | Coventry City           | 18     |
| 2        | Lee Cook        | Queens Park Rangers     | 13     |
| 3        | Michael Chopra  | Cardiff City            | 12     |
| 4        | Michael McIndoe | Wolverhampton Wanderers | 11     |
| 5        | Lee Hendrie     | Stoke City              | 10     |
| 5        | Jason Koumas    | West Bromwich Albion    | 10     |
| 5        | Darren Huckerby | Norwich City            | 10     |
| 8        | Chris Brunt     | Sheffield Wednesday     | 9      |
| 8        | Wade Elliott    | Burnley FC              | 9      |
| 10       | Rudi Skácel     | Southampton FC          | 8      |
| 10       | Zoltán Gera     | West Bromwich Albion    | 8      |
| 10       | Craig Fagan     | Hull City               | 8      |
| 10       | Mark Kennedy    | Crystal Palace          | 8      |
| 10       | Carlos Edwards  | Luton Town              | 8      |
| 10       | Kevin Watson    | Colchester United       | 8      |
| 10       | Gareth Bale     | Southampton FC          | 8      |